# Scriverius
Pierre Schryver ou Pieter Schryver, dit en langue docte Scriverius, est un poète, historien et philologue né à Haarlem le 12 janvier 1576 et mort à Leyde le 30 avril 1660.

## Biographie
Ce latiniste instruit, inlassable chercheur concentré sur les études au sein des sociétés savantes, vécut à Leyde. Écrivain érudit, il fut aussi un homme de paroles, un des conférenciers aujourd'hui oublié du réveil de la langue néerlandaise sous l'influence flamande venue du Sud. Il n'accepta ni emploi ni plus tard lorsqu'il fut connu pour son travail d'historien, de chaire, satisfait de suppléer selon les besoins les professeurs de collèges de l'université de Leyde. Devenu aveugle en 1650, il a passé les dernières années de sa vie à Oudewater.
Il a laissé :
- Antiquitatum batavicarum tabularium, format in-quarto, 1609.
- Chronique de Hollande, de Zélande, de Frise et d'Utrecht, format in-quarto, Amsterdam, 1663, chronique écrite directement en hollandais.
- des éditions de Végèce et des autres tacticiens, Leyde, 1607.
- un laborieux travail d'édition complètes en lettres latines : sur Martial en 1619, sur Sénèque le tragique en 1620, sur Apulée en 1629.
- une édition des lettres choisies d'Érasme, en 1649.
- Opuscula anecdota, philologica et matrica, recueil in-quarto édité tardivement par Werterhuis, Utrecht, 1738.

## Source
Dictionnaires biographiques 